# BT Group
Pour les articles homonymes, voir BT.
British Telecom Plc (ou BT Group) est l'opérateur historique britannique de télécommunications. L'ouverture à la concurrence du marché date de 1982 mais BT est toujours leader dans le secteur de la téléphonie fixe.
BT est présent dans plus de 170 pays, et près d'un tiers de ses revenus viennent de sa filiale Global Services.
En juin 2019, Orange vend sa participation résiduelle de 2,5 % dans BT Group, obtenue en 2015 lors de la cession de sa co-entreprise EE (anciennement Orange UK). En août 2024, le groupe français Altice, alors premier actionnaire de BT mais fortement endetté, cède sa part de 24,5 % dans BT Group (via Altice UK) au groupe indien Bharti Airtel.

## Histoire
Il a existé en Angleterre, dès 1846, de nombreuses entreprises de télégraphie, parmi lesquelles on peut citer :
- The Electric Telegraph Company ;
- British and Irish Magnetic Telegraph Company ;
- British Telegraph Company ;
- London District Telegraph Company ;
- ainsi que la United Kingdom Telegraph Company.

En 1868, une loi, le Telegraph Act, fusionne toutes ces sociétés et les place sous le contrôle du département Télégraphe Postal du General Post Office (GPO, équivalent des PTT en France) nouvellement créé.
Avec l'invention du téléphone par Alexandre Graham Bell en 1876, le GPO a commencé à fournir des lignes téléphoniques depuis certains de ces centraux télégraphiques. En 1882, Henry Fawcett, Postmaster General (titre donné au dirigeant du GPO), a commencé à émettre des licences pour utiliser le téléphone à des fins privées ou professionnelles. Ainsi, les réseaux téléphoniques ont commencé à croître, gérés par le GPO, ou par d'autres entreprises privées dans certaines zones. Le principal concurrent du GPO, appelé National Telephone Company, est apparu dans ce développement initial, en rachetant d'autres petites compagnies locales de téléphone, avant d'être finalement absorbé par le GPO en 1912.
Le réseau central a été unifié sous le contrôle du GPO en 1896, et le réseau local de distribution en 1912. Quelques opérateurs municipaux seulement n'étaient alors pas contrôlés par le GPO. C'était le cas à Kingston-upon-Hull, Portsmouth et Guernesey. Aujourd'hui Kingston upon Hull a toujours son opérateur indépendant, Kingston Communications, même si celui-ci n'appartient plus à la municipalité depuis longtemps.
En 1969, le GPO, administration britannique, est devenu Royal Mail, une entreprise nationalisée séparée du gouvernement, dont une filiale, appelée Post Office Telecommunications s'occupait de la partie télécommunications. Depuis les années 1970, la Post Office (puis BT) fait transiter les câbles d'appels téléphoniques internationaux vers Menwith Hill, où se trouve l'une des stations du réseau d'interceptions ECHELON.

### Création de British Telecom
Le 1er octobre 1981, Post Office Telecommunications a été renommé British Telecom, et est devenue une entreprise publique indépendante de la Poste. En 1982, le monopole de BT dans les télécommunications a été supprimé, l'entreprise Mercury Communications ayant aussi obtenu une licence.

### Privatisation
Le rapport de Nicholas Ridley élaboré pour le cabinet fantôme de Thatcher recommandait une politique de démantèlement du secteur public et d'affaiblissement des syndicats. La privatisation était l'outil d'autres politiques, comme le contrôle des salaires pour contrôler l’inflation. Au cœur des idées de Thatcher dans l’opposition, cette future réforme ne visait pas seulement à stimuler les investissements privés, mais aussi d’une guerre culturelle destinée à restructurer l’électorat dans le sens du "capitalisme populaire" vanté par la campagne de publicité "Tell Sid".
La loi sur les postes de 1969 avait créé une gestion dédiée des télécoms et comme prévu, dès l'arrivée au pouvoir ces conservateurs en 1979 est créé British Telecom, qui perd son monopole, une licence étant accordée à Mercury Communications, premier concurrent, le gouvernement annonçant ensuite le 19 juillet 1982, la privatisation, qui sera finalisée juste après sa reconduction aux élections de juin 1983. Selon Jacques Leruez, directeur de recherche au CNRS, les personnels ont reçu plusieurs dizaines de livres d'actions gratuite et 2,3 millions d'actionnaires, ont été séduits par des bons de réduction de leur facture de téléphone, dont près d'un million revendent rapidement après avoir profité aussi d'une ristourne sur le prix de l'action. Dès 1967-1968, des "white papers" mettent en garde contre les effets pervers de l'actionnariat public, notamment en terme financiers,.
En 1973, l'agence de voyage Thomas Cook et les brasseries d’État de Carlisle, nationalisées depuis 191, sont privatisés tandis que tout au long de la décennie 1970, les projets de privatisations apparaissent comme un futur remède aux maux de l'économie britannique, ce qui annonce les 20% du capital de BP vendu en Bourse dès juin 1977 par le Premier ministre travailliste James Callaghan, pour 579 millions de livres, mais aussi comme un futur bénéfice politique pour le parti conservateur, des millions de personnes potentiellement intéressées se voyant promettre des ristournes sur le prix des actions et autres mesures d'incitation au capitalisme populaire, censé mettre de l'ordre sur un marché du travail anglais où l'inflation avait dépassé 25% après le premier choc pétrolier, face à un parti travailliste accusé d'être à la remorque de syndicalistes militant au parti communiste.
La privatisation a eu lieu en 1984, avec la vente de plus de 50 % des actions de l'entreprise (devenue pour l'occasion British Telecommunications plc) au mois de novembre.
L'opération est un très large succès populaire, grâce au succès de la précédente grande privatisation, celle de British Petroleum, qui avait été dès son lancement dopée par le second choc pétrolier, la flambée des cours du brut permettant aux coûteuses plateformes pétrolières de la Mer du Nord de devenir non seulement rentables mais extrêmement lucratives.
Le 2 avril 1991, l'entreprise changea son nom en BT. Au cours de la même année, ainsi qu'en 1993, l'État Britannique a vendu le solde des actions qu'il détenait encore dans l'entreprise.
Durant les années 1990, BT a pénétré le marché irlandais par une coentreprise avec Electricity Supply Board, fournisseur public d'électricité irlandais. Cette alliance, nommée Ocean, eut son principal succès en lançant oceanfree.net, le premier fournisseur d'accès Internet bas-débit sans abonnement d'Irlande. Par contre, elle eut plus de déboires comme entreprise de téléphonie, ne réussissant à atteindre que des clients institutionnels. Finalement BT acheta la totalité de l'alliance en 1999.
En 2000, BT a acheté Esat Telecom Group plc, entreprise Irlandaise, ainsi que toutes ses filiales, et Ireland On Line. L'entreprise a aussi racheté la participation minoritaire de Telenor dans Esat Digiphone, entreprise irlandaise de téléphonie mobile. Le groupe ainsi racheté a été divisé en deux parties : les lignes fixes d'un côté et tout ce qui concernait Internet a été intégré dans Ocean, lui-même intégré dans BT Ignite. Esat Group a été renommé Esat BT en juillet 2002, puis finalement BT Ireland en avril 2005. Esat Digiphone a été intégré dans BT Wireless, la partie « sans-fil » de BT. Esat BT a installé la première ligne ADSL, ainsi que son premier central adapté, à Limerick (Irlande).

### Les tentatives de fusions-acquisitions

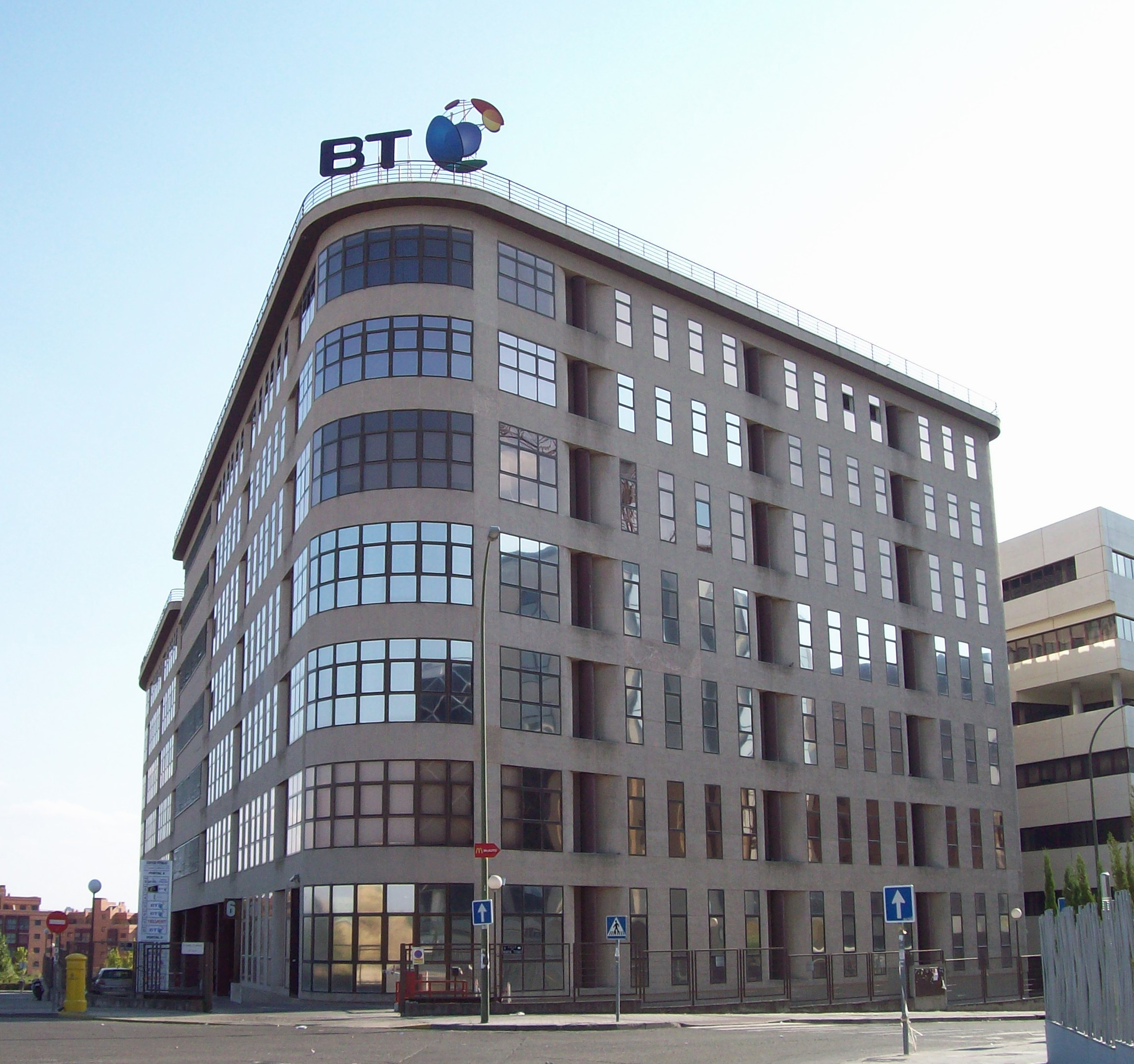
Édifice BT à Madrid (Espagne).

En juin 1994, BT et MCI-WorldCom ont lancé Concert Communications Services, coentreprise d'un milliard de dollars entre les deux entreprises. Le but de cette coentreprise était de construire un réseau capable de fournir une inter-connectivité totale pour les entreprises multinationales.
Cette alliance s'est développée et le 3 novembre 1996 les deux maisons-mères ont annoncé un accord de fusion total pour créer une entreprise de télécommunications internationale nommée Concert plc installée au Royaume-Uni, et avec deux sièges, à Londres et à Washington, D.C.. Cette opération devait ouvrir le marché américain à BT, et offrir à MCI une audience mondiale. La fusion avait reçu l'accord de la Commission européenne, du ministère de la Justice et de la Commission fédérale pour les Communications aux États-Unis d'Amérique, et été considérée comme réalisée. Cependant, le 1er octobre 1997, WorldCom lança une offre concurrente sur MCI, tout de suite suivie d'une contre offre de GTE. MCI accepta finalement l'offre de WorldCom, et BT se retira de l'affaire avec un généreux bonus de 465 millions de dollars. BT gagna encore plus d'argent en vendant ses parts dans MCI à WorldCom en 1998 pour 4 159 millions de livres Sterling, avec un bénéfice avant impôts de 1 133 millions de livres. Cette bonne opération évita de plus à BT d'être impliqué dans le scandale de WorldCom qui arriva peu de temps après.
BT racheta aussi à MCI leurs 24,9 % de participation au capital de Concert Communications, faisant de Concert une filiale entièrement détenue par BT.
Ensuite BT commença des négociations avec AT&T peu de temps après, toujours dans l'idée d'être plus présent dans les réseaux internationaux, mais rien n'a finalement été réalisé.
En juin 2001, l'activité annuaires de BT a été vendue sous le nom de Yell Group'. Une autre cession importante a eu lieu peu après, en novembre, quand les activités de téléphonie cellulaire de BT, connues sous le nom de BT Cellnet, ont été séparées du groupe et rendues indépendantes sous le nom de mmO². Cela comprenait les réseaux appartenant ou gérés par BT au Royaume-Uni (BT Cellnet), en Irlande (Esat Digiphone) et en Allemagne (Viag Interkom). Actuellement tous ces réseaux sont exploités sous un seul nom, O², sauf Manx Telecom. C'était un mouvement lancé pour alléger le fardeau de la dette pesant sur l'entreprise, une bonne partie étant due à l'achat des licences de téléphonie troisième génération. La cession a été effectuée par échange d'actions, tous les actionnaires de British Telecommunication plc ayant reçu une action mmO² et une action BT Group plc pour chaque action détenue dans l'ancienne entité. British Telecommunication plc a été retirée de la cotation le 16 novembre 2001, et les deux nouvelles entreprises créées sont apparues sur les marchés le 19 novembre. mmO² plc a ensuite été remplacé par O² lors d'un autre échange d'actions en 2005, puis racheté par Telefónica et retiré à son tour de la cotation.
En 2007, BT a acheté en France le pôle Infrastructures C.

### Développements récents
En février 2005 BT acquiert le géant américain des télécoms Infonet (rebaptisé BT Infonet). Ce rachat permet à BT d'atteindre des zones géographiques où l'entreprise était totalement absente jusqu'alors. En avril 2005 Radianz (BT Radianz actuellement) est repris, offrant à BT une meilleure force de vente dans certains pays, et surtout un accès très important au marché de la finance.
Openreach a été créé en septembre 2005 à l'instigation de l'Ofcom, afin que BT offre une fourniture et une maintenance équitable au niveau de la boucle locale. Cette entité a été créée avec 25 000 spécialistes travaillant précédemment pour BT Retail et pour BT Wholesale. La mission d'Openreach est d'assurer à toutes les entreprises de télécommunications du Royaume-Uni les mêmes conditions d'accès à la boucle locale que les autres entités du groupe BT. Ses opérations ont démarré le 11 janvier 2006.
En août 2006, BT a racheté Dabs.com distributeur de matériel électronique sur Internet pour 30,6 millions de £, soit une petite augmentation du prix courant de l'action.
La BT Home Hub a été présentée en 2006. Critiques de la société CS (Communication & Systèmes) spécialisé dans la fourniture aux entreprises et administrations publiques des prestations de conseil, d’intégration de réseaux, d’insourcing, d’outsourcing et d’hébergement. Représentant 1400 personnes (à comparer aux 900 personnes de BT France), cette acquisition permet à BT France de plus que doubler sa taille en créant BT IC (BT Infrastructures Critiques) et en devenant un acteur majeur sur le territoire français.
En 2008, BT France rachète la société NET2S (spécialisée dans le secteur de la finance et les télécoms) et ses filiales (Predixio et Cyber Networks, un spécialiste français en sécurité informatique). BT acquiert la totalité des actions de NET2S début 2009.
« BT Services », dont le siège social se trouve Tour Ariane à La Défense est fondé le 1er avril 2009 à partir de ces deux dernières acquisitions françaises.
75 % des investissements de BT, soit 10 milliards de £ sur cinq ans, se font actuellement dans son nouveau réseau basé sur l'IP, appelé Réseau du XXIe siècle (21st century network). Des économies d'un milliard par an sont attendues lorsque tout son réseau aura été transféré, en 2010, et 50 % de ces clients seront déjà sur le nouveau réseau en 2008. En octobre 2006, BT a fait un grand pas en avant lorsque les procédures de transfert des premiers clients sur le réseau du XXIe siècle ont été testées avec succès à Adastral Park, le centre de recherche de l'entreprise dans le Suffolk.
En août 2009, la situation financière de BT est problématique. Elle doit en effet compenser le manque de liquidités de son fonds de pension, lequel doit financer la retraite de 340 000 ex-employés. Elle pourrait devoir verser jusqu'à 60 milliards $US pour pleinement recapitaliser le fonds de pension.
En février 2015, BT acquiert EE, anciennement Everything Everywhere, à Orange et Deutsche Telekom, pour 12,5 milliards de livres. Permettant de réunir ses 10 millions d'abonnés internet aux 24,5 millions d'abonnés à la téléphonies mobile de EE. Dans le cadre de cette opération, Deutsche Telekom et Orange prennent respectivement une participation de 12 % et 4 % dans BT,. En mai 2017, BT Group annonce la suppression de 4 000 emplois sur les 102 500 que compte le groupe. En mai 2018, BT annonce 13 000 nouvelles suppressions de postes, pour en parallèle en créer dans d'autres secteurs 6 000. En décembre 2019, BT annonce la vente de son infrastructure internet en Espagne à un fonds d'investissement.
En mai 2023, BT annonce un plan de réduction des effectifs, qui a pour objectif de supprimer 55 000 postes soit 42 % de ses effectifs à l'horizon 2030,.
Fin mai 2023, le milliardaire Patrick Drahi, via son groupe Altice Europe, contrôle presque 25% de BT. En août 2024, l'industriel indien Bharti, annonce son intention de racheter les parts de Drahi, pour environ 3,2 milliards de livres sterling.

## Activités
BT gère les centraux téléphoniques, le réseau principal et la boucle locale de la plus grande partie des téléphones fixes du Royaume-Uni. Aujourd'hui, BT gère environ 25 millions de lignes fixes dans le royaume. À l'exception de la ville de Kingston-upon-Hull qui a son propre opérateur de télécommunications, Kingston Communications, BT a une obligation de service public sur tout le reste du Royaume. Ceci signifie donc que la société a l'obligation de fournir une ligne téléphonique fixe à n'importe quelle adresse en Angleterre. L'entreprise est aussi obligée de mettre à la disposition de tous des cabines téléphoniques.
Les affaires de BT sont étroitement encadrées par une réglementation spéciale du gouvernement, contrôlées par l'Ofcom (équivalent britannique de l'ARCEP). À la suite de sa privatisation en 1991, BT s'est retrouvé en position dominante sur certains marchés, afin d'équilibrer cette position, l'entreprise doit satisfaire des obligations supplémentaires par rapport à ses concurrents dans ces secteurs, comme pratiquer des tarifs raisonnables et traiter sa clientèle de façon équitable.
Tout en continuant à fournir ses services dans ses secteurs traditionnels d'activité, secteurs que BT est donc obligé de fournir ou qui sont très réglementés, l'entreprise s'est diversifiée dans des produits et services plus rentables, et d'autres moins réglementés. On trouve dans cette catégorie la fourniture d'Internet à haut débit, ainsi que des solutions sur-mesure dans les télécommunications et les technologies de l'information pour les entreprises.
Le groupe BT est organisé autour des filiales suivantes :
- BT Retail : responsable des lignes fixes aux particuliers ;
- BT Wholesale : gestion du réseau de télécommunications global et de la vente de minutes ;
- Openreach : partie externalisée de BT Wholesale chargée d'assurer l'accès équitable du réseau BT à ses concurrents ;
- BT Global Services : services aux entreprises et activités de conseil ;
- BT Exact / One IT : informatique interne et consultance, il y a parfois des recouvrements avec BT Global Services ;
- Group operations : sécurité des données et employés de l'entreprise; recherche et développement, et toutes les fonctions support du groupe comme les ressources humaines, services juridiques, services généraux.
- BT Vision : le service de télévision AD

## Principaux actionnaires
Au 14 décembre 2021:
| Altice UK                                 | 18 %  |
| Deutsche Telekom AG (T-Mobile Holdings)   | 12,1% |
| Orange S.A. (Atlas Services Belgium)      | 2,69% |
| The Vanguard Group, Inc.                  | 2,41% |
| Threadneedle Asset Management             | 2,20% |
| BlackRock Fund Advisors                   | 2,09% |
| Legal & General Investment Management     | 2,07% |
| Norges Bank Investment Management         | 1,68% |
| Invesco Asset Management                  | 1,48% |
| Natixis Investment Managers International | 1,35% |
| BlackRock Investment Management           | 1,15% |